# Bolbonota melaena
Bolbonota melaena är en insektsart som beskrevs av Ernst Friedrich Germar. Bolbonota melaena ingår i släktet Bolbonota och familjen hornstritar. Inga underarter finns listade i Catalogue of Life.